# Lazy (Góry Tokajsko-Slańskie)
Lazy – szczyt górski w Górach Tokajsko-Slańskich we wschodniej Słowacji. 859 m n.p.m. Zalesiony. 
Przez szczyt biegną  Ruská Nová Ves – Tri Chotáre – Przełęcz Hanuszowska – Čierna hora – przełęcz Červená mlaka – przełęcz Grimov laz – Makovica – Mošník – Przełęcz Herlańska – Lazy – Przełęcz Slańska – Slanec i  Lazy – Przełęcz Dargowska – Herľany. Na szczycie kończy się krótki  ze wsi Dargov. 